# Actias rosenbergii
Actias rosenbergii is een vlinder uit de familie nachtpauwogen (Saturniidae), onderfamilie Saturniinae.
De wetenschappelijke naam van de soort is voor het eerst geldig gepubliceerd door Johann Jakob Kaup in 1895.